# Прва дама (колумбијска ТВ серија)
 (срп. Прва дама) колумбијска је теленовела, продукцијске куће Caracol, снимана током 2011 и 2012.

## Синопсис
Шта се дешава кад се суоче моћ и љубав? Колико смо спремни далеко отићи да бисмо остварили оно што жарко желимо?
Ово је прича о Паломи, младој и амбициозној девојци, која има жељу да, без обзира на последице, заведе председника како би постала прва дама Колумбије. Њена мета је председник Леонардо Сантандер, који јој допушта да уђе у његов живот и задобије поверење његове прве супруге.
Да би остварила свој циљ, мора се решити његове супруге и окрене децу против ње. Кренувши из родног места у Боготу, Палома лукаво крчи свој пут ка врху преко пет различитих мушкараца како би остварила све што жели. Не бира средства, а моћ и интриге за њу су само почетак. Палома започиње везу са Маријаном, позоришним режисером, који је својим саветима уводи у свет моде, помаже јој да стекне манире и учи је политичкој историји.
Недуго након те везе, Палома почиње своје дружење са Анибалом, власником позоришта у ком ради Маријано. Касније, постаје један од њених највећих непријатеља кад запрети да ће открити све њене тајне.

## Улоге
| Глумац:             | Улога:                                               |
| ------------------- | ---------------------------------------------------- |
| Карина Круз         | Палома Самудио де Сантандер, Прва дама, Ђаволова кћи |
| Хавијер Хатин       | Маријано Замора                                      |
| Кристијан Мајер     | Леонардо                                             |
| Кати Саенз          | Ана Милена                                           |
| Паула Барето        | Лусијана                                             |
| Жаклин Аренал       | Естреља                                              |
| Марија Луиса Флорес | Паула                                                |
| Хуан Давид Агудело  | Дијего                                               |
| Наталија Херез      | Кристина                                             |
| Калеб Касас         | Анибал                                               |
| Грејси Рендон       | Данијела                                             |
| Емерсон Родригез    | Амаури                                               |
| Хаиро Камарго       | Адолфо                                               |
| Алехандра Авила     | Сандра                                               |
| Михали Мулкај       | Федерико                                             |
| Хосе Луис Гарсија   | Анхел                                                |